# 琉球鰃
琉球鰃為輻鰭魚綱金眼鯛目金鱗魚亞目金鱗魚科的其中一種，分布於西大西洋區，從美國佛羅里達州南部至南美洲北部海域，棲息深度可達22公尺，體長可達15公分，棲息在珊瑚礁區的洞穴或縫隙，可做為觀賞魚。

## 擴展閱讀
維基物種上的相關：琉球鰃